# Argos (filho de Frixo)
Argos, filho de Frixo, foi, na mitologia grega, o construtor, com a ajuda da deusa Atena, do navio Argo, de cinquenta remos, que levou os argonautas em sua missão de trazer o Velocino de Ouro.
Argus era filho de Frixo e Calcíope, filha do rei Eetes da Cólquida. Argos também foi um dos argonautas.